# رناتا ریسفلد
رناتا ریسفلد (انگلیسی: Renata Reisfeld؛ زاده ) یک دانشمند در زمینه شیمی اهل اسرائیل است.